# Renfe série 269.0

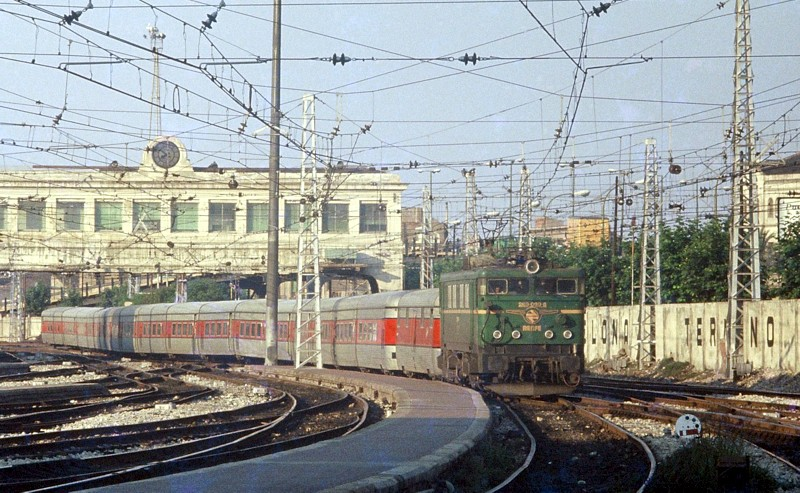
La 269-099-8 arrive à Barcelone en tête du Catalan Talgo (07/07/1981).

La série 269.0 est une série de locomotives électriques des chemins de fer espagnols.

## Origine
L'augmentation du kilométrage des lignes exploitées en 3000 volts pose rapidement un problème à la Renfe : celui de l'insuffisance du parc moteur disponible pour cette tension. Au début des années 1970, seules 240 locomotives des séries 276, 277 et 278 sont disponibles. Étant donné le programme des électrifications à venir et les bons résultats obtenus par les séries bi-tension 279 et 289, le Renfe opte pour une version mono-tension de ces machines, avec la même partie mécanique mais avec une partie électrique simplifiée. La Renfe ayant adopté la numérotation UIC en 1971, la série, qui aurait dû être immatriculée 6900, va devenir 269.

## Conception
La caisse est identique à celle de la série 289, à l'exception des indicateurs lumineux de numérotation latéraux purement et simplement supprimés. Les bogies, monomoteurs et bi-réducteurs, sont identiques à ceux des 289, le rapport PV offrant une vitesse maximale de 80 km/h. Les modifications les plus importantes de la partie électrique portent sur la suppression des commutateurs de tension principaux et auxiliaires devenus inutiles, la connexion permanente en série des induits et des inducteurs de chaque moteur de traction, et l'installation de seulement deux groupes de résistances principales.
Les 269 sont les premières "japonaises" équipées du frein bi-mode, capable de freiner aussi bien des compositions dotées du frein à vide que du frein à air comprimé.
Les 269-001 à 038 sortent d'usine avec des moustaches portant l'ancien monogramme Renfe. À partir de la 269-039, toutes auront le nouveau monogramme.
Toute la série est construite par la CAF :
- Les 269-001 à 006 en 1973
- Les 269-007 à 038 en 1974
- Les 269-039 à 053 en 1975
- Les 269-054 à 081 en 1976
- Les 269-082 à 096 en 1977
- Les 269-097 à 108 en 1978

Elles sortent toutes d'usine avec la classique livrée Renfe verte à bandes jaunes.

## Service
Les 38 premières unités livrées sont affectées à Madrid où elles remplacent les bi-tension série 279 et 289 sur les arcurs entre la capitale et le nord du pays. La livraison du second lot correspond à une diversification de leurs affectations. En 1974, la 269-050 est envoyée en Catalogne afin de permettre la formation du personnel. Une partie du lot est affectée à Barcelone-Casa Antunez. Avec la livraison des derniers lots, les 269 deviennent le cheval de bataille de la traction électrique sur la Renfe. Leur rayon d'action est très étendu, et on peut voir des barcelonaises jusqu'à Séville ou Malaga. Avec les progrès de l'électrification, elles remplacent diverses séries diesel, y compris en tête des trains Talgo. Elles reprennent d'ailleurs la traction du TEE Catalan Talgo aux trois machines de la série 276 qui avaient été modifiées à cette fin. De même, en 1982/83, on peut les voir en tête des rames Corail louées à la SNCF pour assurer les rapides diurnes.
La livraison des 269.2 provoque une redistribution de la série en 1983, les barcelonaises étant reversées à Madrid-Fuencarral et Miranda del Ebro. En juillet 1983, la 269-048 effectue un train d'essai sur la dure ligne de Barcelone à Latour-de-Carol avec la voiture laboratoire LLV 1001. L'expérience étant concluante, les 269 de Miranda seront par la suite utilisées pour la remorque des trains de pèlerins sur Latour-de-Carol, le premier étant remorqué par la 269-90 le 16 juin 1985.
En 1985, la répartition de la série est la suivante :
- Barcelone-Can Tunis : 269-060, 269-062 et 063
- Leon : 269-001 et 003
- Madrid-Fuencarral : 269-002, 269-004 à 010, 269-049 à 059, 260-061, 260-064 et 065, 269-071 à 077
- Miranda del Ebro : 269-078 à 108
- Santander : 269-011 à 048 et 269-066 à 070

Deux unités sont réformées prématurément à la suite d'accidents : les 269-094-9, le 16 juillet 1980, et 269-017-0 le 27 décembre 1982.